# Soletellina acuta
Soletellina acuta is een tweekleppigensoort uit de familie van de Psammobiidae. De wetenschappelijke naam van de soort is voor het eerst geldig gepubliceerd in 1985 door Cai & Zhuang.